# Kitti Molnár
Kitti Molnár (* 6. Juli 2006) ist eine ungarische Tennisspielerin.

## Karriere
Molnár spielte bisher überwiegend Turniere der ITF Junior Tour und ITF Women’s World Tennis Tour, wo sie bislang aber noch keinen Titel gewinnen konnte.
2022 erhielt sie im September zusammen mit ihrer Partnerin Viktória Varga eine Wildcard für das Hauptfeld im Damendoppel der Budapest Open, ihrem ersten Turnier der WTA Challenger Series. Sie verloren aber bereits ihr Auftaktmatch gegen Schibek Qulambajewa und Diāna Marcinkēviča mit 4:6 und 3:6.